# Steam Deck
A Steam Deck egy  hordozható, elsősorban videójátékok futtatására szánt személyi számítógép, amelyet a Valve Corporation fejlesztett ki. 2021 decemberében jelent meg.

## Történet
2021 májusában jelentek meg a Steam kódjában végrehajtott frissítések alapján olyan pletykák, miszerint a Valve hordozható játékegységen dolgozik, és egy új SteamPal eszköz felé mutattak, valamint a Valve vezérigazgatójának, Gabe Newellnek a Valve konzolos játékok fejlesztésével kapcsolatos hozzászólásai alapján. Az Ars Technica meg tudta erősíteni, hogy valóban új hardver fejlesztés alatt áll a Valve-nál. 
A Steam Deck hivatalosan 2021. július 15-én lett bejelentve, az előrendelések ezen a héten kezdődtek. A Deck várhatóan 2021 decemberében kerül kiszállításra az Egyesült Államokba, Kanadába, az Európai Unióba, és az Egyesült Királyságba, amit a többi régió 2022-ben követ. A konzol előrendeléséhez 2021 júniusa előtt regisztrált Steam-fiókra van szükség, és ezt a korlátozást azért vezették be, hogy megakadályozzák a nyerészkedők (skalperek) előretörését.
A Valve Gabe Newellje szerint "nagyon agresszívak" akartak lenni a kiadási és árstratégiai kérdésekben, mivel a mobilpiacot tekintették a Deck elsődleges versenytársának. 
Azonban a hangsúly az egység teljesítményére összpontosított; Newell kijelentette: "De az első dolog a teljesítmény és a tapasztalat volt, ez volt a legnagyobb és legalapvetőbb kényszer, ami ezt hajtotta." Newell felismerte, hogy az alapár valamivel magasabb volt a vártnál és "fájdalmas" volt, de szükséges ahhoz, hogy megfeleljen a Decket akaró játékosok elvárásainak.
Newell azt is hozzátette, hogy ez a személyi számítógépes hardver új termékkategóriája, amelyben a Valve és más számítógépgyártók továbbra is részt fognak venni, ha a Steam Deck sikeresnek bizonyul, és ezért az egység életképességének bizonyításához észszerűnek kellett lennie.

## Hardver

### LCD változat
A Steam Deck egy egyedi, AMD által épített gyorsított feldolgozási egységet (APU)-t tartalmaz, amit a Zen 2 és RDNA2 architektúrák alapján készítettek, a CPU négy mag / nyolc szál egységgel fut, és a GPU nyolc számítási egységgel fut, aminek a teljes becsült teljesítménye 2 TFLOPS. A Deck 16 GB LPDDR5 RAM-ot tartalmaz. A konzol három modellben, különböző belső tárolási lehetőségekkel lesz elérhető. Az alapmodell 64 GB-os eMMC belső tárolóegységet tartalmaz. A középkategóriás modell 256 GB tárhelyet foglal magában egy NVMe SSD eszközön keresztül, míg a csúcskategóriás egység egy 512 GB-os NVMe SSD tárolót fog tartalmazni. További tárhelyet a microSD kártyanyíláson keresztül lehet hozzáadni a konzolhoz mindhárom modellnél, amely támogatja a microSDXC és a microSDHC formátumokat is.
A Deck fő egységét kézi használatra tervezték. Tartalmaz egy 7 hüvelyk (180 mm) 1280x800 pixeles felbontású érintőképernyős kijelzőt, amely natív 720p felbontású és két analóg karral, egy D-paddel, ABXY gombokkal rendelkezik. Ezen felül, a Nintendo Switch-hez hasonlóan két oldalgombbal rendelkezik az egység mindkét oldalán, és négy további gombbal az egység hátulján, valamint a két analóg kar alatt a Steam Controllerhez hasonló stílusú érintőpad is található. Az analóg karok és az érintőpadok kapacitív érzékelést használnak, és az egység tartalmaz egy giroszkópot is, amely lehetővé teszi a kézi üzemmód speciálisabb vezérlését. Az egység haptikus modult is tartalmaz. 
A Deck egy 40 wattórás akkumulátort tartalmaz, amely a Valve becslései szerint "könnyebb felhasználási eseteknél, mint például a játék streamingje, a kisebb 2D-s játékok vagy az internetes böngészés" hét-nyolc óra játékidőig tarthat.  Az olyan intenzívebb játékokkal, mint az FPS-eknél, a Valve becslése szerint a képsebesség körülbelül 30 képkocka / másodperc volt, így az akkumulátor hat órától hét óráig tarthat.
A Deck támogatja Bluetooth-kapcsolatot, vezeték nélküli fülhallgatókat is beleértve, és integrált WiFi hálózati támogatást tartalmaz az IEEE 802.11a/b/g/n/ac szabványoknak való megfelelés érdekében, és támogatja a sztereó hang kimenetét digitális jelfeldolgozón keresztül, beépített mikrofont és fejhallgató csatlakozót egyaránt tartalmaz.

### Dokkoló
A Deck különálló dokkoló egységet fog tartalmazni, ami külön megvásárolható lesz. A dokkolóegység csatlakoztatható egy külső áramforráshoz a Deck áramellátásához, és egy külső monitorhoz HDMI vagy DisplayPort protokollon keresztül, hogy a Deck kimenetét továbbítsa az adott monitorhoz.  Habár a processzor sebessége korlátozza, a képi kimenet a dokkolón keresztül akár 8k felbontást is elérhet 60Hz-el vagy 4k felbontást 120Hz-el.  A dokkoló támogatja a hálózati kapcsolatot és a vezérlők vagy más bemeneti eszközök USB-csatlakozásainak támogatását is. A Deck bármilyen harmadik féltől származó USB-C dokkolóval is együtt tud működni, amely támogatja a hordozható eszközök hasonló típusú interfészeit. 

### OLED változat
Két új modell 2023. november 16-án jelent meg. Ezek a modellek 512 GB és 1000 GB belső tárolóval érkeznek a korábbi LCD csúcsváltozat helyett. A 64 GB-os és 512 GB-os eredeti példányok megszűnnek, a 256 GB-os LCD változat lesz az új alapmodell. Az új modellfrissítések közé tartozik a nagyobb 7,4 hüvelykes (19 cm) OLED 90 Hz-es kijelző, a Wi-Fi 6E és Bluetooth 5.3 támogatás, a becslések szerint 25%-kal nagyobb kapacitású akkumulátor és a továbbfejlesztett hűtés. Ezen modell egy átdolgozott, 6 nm-es processzorgyártáson alapuló Sephiroth nevű APU található, amely szintén a Final Fantasy VII karakteréből ered.
Ezen kívül Észak-Amerikában kizárólag az 1 TB-os modell limitált kiadása jelent meg, amely áttetsző műanyag burkolatot és halvány piros alkatrészeket kapott.

## Szoftver
A Deck egy Arch Linux alapú, testreszabott SteamOS verziót fog használni, amely magában foglalja a Proton támogatását, egy kompatibilitási réteget, amely lehetővé teszi a legtöbb Microsoft Windows játék Linux-alapú operációs rendszeren történő játszását. Míg a Decket Steam-alapú játékok játszására tervezték, a Deck harmadik féltől származó szoftverekkel is tud működni, például alternatív alkalmazásboltokkal, mint például az Epic Games Store vagy az EA Play. A felhasználó választhatja a SteamOS cseréjét is egy másik operációs rendszerre.
A Deck szoftvere támogatja a Steam Remote Play funkcióit, lehetővé téve a felhasználó számára, hogy összekapcsolja a Deckjét egy helyi Steam-et futtató számítógéppel, és a számítógépen futó játékot a Deckre közvetítse.

## Fordítás
Ez a szócikk részben vagy egészben  a   Steam Deck című angol Wikipédia-szócikk ezen változatának fordításán alapul.  Az eredeti cikk szerkesztőit annak laptörténete sorolja fel. Ez a jelzés csupán a megfogalmazás eredetét és a szerzői jogokat jelzi, nem szolgál a cikkben szereplő információk forrásmegjelöléseként.

## Külső linkek
- Hivatalos honlap